# Schweizerische Hirnliga
Die Schweizerische Hirnliga ist ein Verein, der im Jahr 1995 von Wissenschaftlern gegründet wurde. Der Verein fördert die Hirnforschung in der Schweiz und informiert die Bevölkerung über die Gesunderhaltung des Gehirns. Die Vereinsarbeit wird vom eidgenössischen Departement des Innern unterstützt.

## Zweck und Ziele der Hirnliga
Der Verein fördert die neurobiologische Forschung in der Schweiz und unterstützt Forschungsprojekte an Schweizer Universitäten. Zudem informiert sie die Bevölkerung über die Bedeutung und Funktion des Gehirns, die Möglichkeiten zu Gesunderhaltung und Training des Gehirns, Erkrankungen des Gehirns, deren Prophylaxe und Therapie sowie über Stand und Perspektiven der Hirnforschung in der Schweiz. Der Verein unterstützt Informations- und Beratungsstellen im Bereich der Hirnforschung und gewährt in besonders gelagerten Einzelfällen direkte (finanzielle) Hilfeleistung an Patienten.

## Vorstand und Patronatskomitee
Die Neurologen im Vorstand der Schweizerischen Hirnliga arbeiten ehrenamtlich. Sie entscheiden über die Vergabe des Forschungspreises und des Forschungsstipendiums der Schweizerischen Hirnliga und prüfen sämtliche Publikationen und Informationsmaterialien. Die Tätigkeit der Schweizerischen Hirnliga wird zudem von einem Patronatskomitee getragen.

### Vorstandsmitglieder
- Christian W. Hess, ehemaliger Direktor Klinik und Poliklinik für Neurologie, Inselspital, Bern (Präsident)
- Alain Kaelin, Direktor des Neurozentrums der italienischen Schweiz, Lugano (Vizepräsident)
- Jean-Pierre Hornung, Faculty of Biology and Medicine, University of Lausanne
- Béatrice Roth, European Dana Alliance for the Brain EDAB, Institut für Physiologie, Universität Lausanne
- Dominik Straumann, Klinik für Neurologie, Universitäts-Spital Zürich
- Jürg Kesselring, ehemaliger Chefarzt Klinik für Neurologie, Valens
- Marco Tackenberg, Geschäftsleiter Schweizerische Hirnliga

(Stand: 2020)

### Patronatskomitee
- Pascal Couchepin, Alt-Bundesrat
- Bruno Gehrig, Manager
- Jasmin Nunige, Athletin
- Jürg Schlup, Präsident Verbindung der Schweizer Ärztinnen und Ärzte FMH
- Thomy Scherrer, Radiomoderator SRF
- Pater Martin Werlen, ehemaliger Abt von Einsiedeln

(Stand: 2020)

## Forschungspreis und Forschungsstipendium
Der Verein verleiht alle zwei Jahre einen Förderpreis im Wert von 20'000 Franken. Mit dem Preis werden ausserordentliche wissenschaftliche Leistungen im Bereich der Hirnforschung ausgezeichnet. Arbeiten der klinischen Forschung und der Grundlagenforschung werden gleichermassen berücksichtigt. Prämiert wird grundsätzlich die an einer wissenschaftlichen Errungenschaft beteiligte Arbeitsgruppe als Ganzes. Im Jahr 2020 ging der Forschungspreis an Jan Gründemann und Andreas Lüthi vom Friedrich Miescher Institute for Biomedical Research und der Universität Basel.
Ab 2021 verleiht die Schweizerische Hirnliga alle vier Jahre ein Forschungsstipendium in der Höhe von 60'000 Franken. Unterstützt wird jegliche Art der Hirnforschung an einer anerkannten wissenschaftlichen Institution oder Klinik in der Schweiz. Grundsätzlich soll die einjährige Besoldung einer Doktorandin/eines Doktoranden im ersten Jahr ermöglicht werden.

## Publikationen
Neben Informationsbroschüren und einem elektronischen Newsletter mit Informationen zur Hirnforschung gibt der Verein viermal im Jahr das Magazin „das Gehirn“ heraus. Spender des Vereins erhalten diese Zeitschrift kostenlos.